# Le Dernier Cheyenne
Pour plus de détails, voir Fiche technique et Distribution.
Le Dernier Cheyenne (Last of the Dogmen) est un film américain réalisé par Tab Murphy, sorti en 1995.

## Synopsis
Un chasseur de primes est chargé par le shérif d'une bourgade du Montana, de retrouver des prisonniers en fuite. Il ne retrouve que des traces de sang et des debris de flèches mais crois apercevoir une bande de cheyennes dans une éclaircie de brouillard.

## Fiche technique
- Titre : Le Dernier Cheyenne
- Titre original : Last of the Dogmen
- Réalisation et scénario : Tab Murphy
- Musique : David Arnold
- Pays d'origine :  États-Unis
- Sociétés de production : Carolco Pictures
- Genre : Western
- Durée : 118 minutes
- Date de sortie : 8 septembre 1995

## Distribution
- Tom Berenger : Lewis Gates
- Barbara Hershey : Professeur Lillian Diane ("L.D.") Sloan
- Kurtwood Smith : le shérif Deegan
- Steve Reevis : Yellow Wolf
- Andrew Miller : Briggs
- Gregory Scott Cummins : Sears
- Mark Boone Junior : Tattoo
- Helen Calahasen : la femme de Yellow Wolf
- Eugene Blackbear : Spotted Elk
- Dawn Lavand : une fille indienne
- Sidel Standing Elk : l'ours maigre
- Hunter Bodine : l'enfant
- Graham Jarvis : le pharmacien
- Marvin R. Thunderbull : Wolfscout
- Parley Baer : M. Hollis
- Molly Parker : l'imfirmière
- Antony Holland : Doc Carvey
- Robert Donley : Old Timer
- Brian Stollery : l'étudiant diplômé
- Mitchell LaPlante : le garçon sauvage
- Wilford Brimley : le narrateur
- Zip : lui-même